# 龍文光
龍文光（？—1644年），字中黄，又字焕斗，别号西野，廣西馬平縣人。明末政治人物，官至四川巡撫，被張獻忠兵所殺。“柳州八賢”之一。

## 生平
天啟元年（1621年）辛酉科舉人，天啟二年（1622年）壬戌科聯捷進士，初任江西上犹县知县，五年调新建縣知縣，七年本省同考。崇祯元年行取户部主事，调任吏部主事，历验封司、考功司，二年丁忧归。崇祯十年起补貴州提學佥事，十三年升本省右参议。崇禎十七年（1644年），官川北參政，被提拔為右僉都御史，代陳士奇職，巡撫四川。龍文光接到任命後，與總兵官劉佳胤兵三千，由順慶馳援成都。數日後，部署尚未完成，成都已被張獻忠起事軍隊攻破。起事軍驅趕文武官員及軍民男婦到東門之外，準備屠殺，史稱“忽有龍尾下垂”，起事軍隊以為是祥瑞，於是停止行刑。龍文光仍然不屈，在濯錦橋被殺害。劉佳引自沉於浣花溪。《明史》有傳。。

## 延伸阅读
[在维基数据编辑]
 《明史卷二百六十三》，出自《明史》

## 外部連結
- 古墓安葬三百年 世人昨日再确认[永久]

| 官衔          | 官衔                                  | 官衔                               |
| ------------- | ------------------------------------- | ---------------------------------- |
| 前任： 關繼益 | 明朝新建縣知縣 天啟年間               | 繼任： 黃鼎臣                      |
| 前任： 陳士奇 | 明朝四川巡撫 崇禎十六年（1643年）上任 | 繼任： 劉之勃（任命） 馬乾（實授） |